# André Verdaine
André Pierre Verdaine (ur. 9 maja 1923 w Paryżu, zm. 13 sierpnia 2005 tamże) – francuski zapaśnik walczący w stylu klasycznym. Olimpijczyk z Helsinek 1952, gdzie zajął ósme miejsce w kategorii do 67 kg.

## Letnie Igrzyska Olimpijskie 1952
| Konkurencja          | Rundy eliminacyjne         | Rundy eliminacyjne        | Rundy eliminacyjne       | Klas. końcowa |
| Konkurencja          | Przeciwnik I               | Przeciwnik II             | Przeciwnik III           | Miejsce       |
| -------------------- | -------------------------- | ------------------------- | ------------------------ | ------------- |
| 67 kg styl klasyczny | Zbigniew Szajewski (POL) Z | Mikuláš Athanasov (TCH) P | Franco Benedetti (ITA) P | 8.            |